# スチーブンソン式弁装置
スチーブンソン式弁装置（スチーブンソンしきべんそうち、英語: Stephenson valve gear）、あるいはスチーブンソンリンク、シフティングリンクは、蒸気機関全般で広く使われた単純な構造の弁装置の一種である。ジョージ・スチーブンソンによって特許が取得されたが、実際には彼の従業員が発明したものであった。

## 歴史的背景

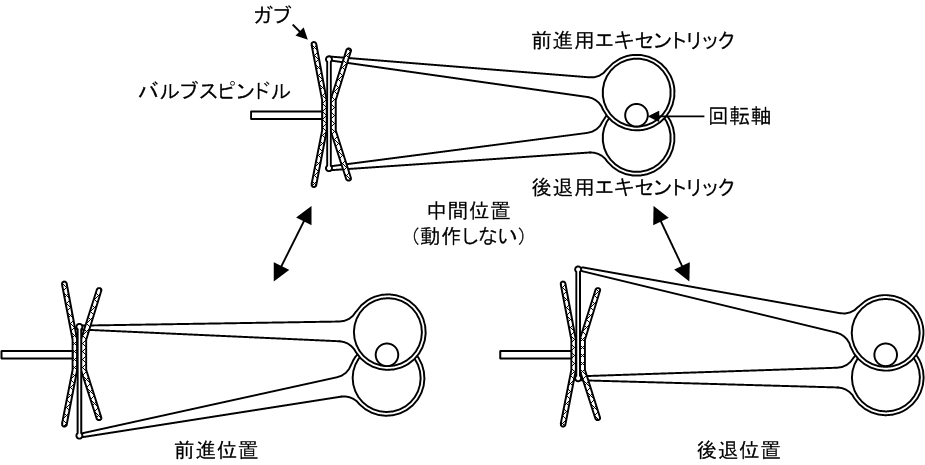
ガブ・モーション

1830年代に蒸気機関車で使われるもっとも普及した弁装置は、イギリスではガブ・モーション（gab motion）で、アメリカ合衆国ではVフック・モーション（V-hook motion）であった。ガブ・モーションは、それぞれのシリンダーに2つのエキセントリックとロッドを組み合わせ、一方のエキセントリックが前進用、もう一方が後退用になっており、ガブによって分配弁を駆動するピンと必要に応じて結合できるようになっている。ガブというのはX字形をした部品で、分配弁を駆動しているバルブスピンドルと中央部で接続されている。このXの両端にそれぞれ前進用と後退用のエキセントリックロッドがつながれ、ピンでどちらかがX字の中央部に固定されることで駆動力を伝達し、固定されていないもう一方のエキセントリックロッドはX字の外側で空振りをする構造になっている。ガブ・モーションは、使い方が難しく、また弁の動作タイミングを変えることができない不器用な機構であった。

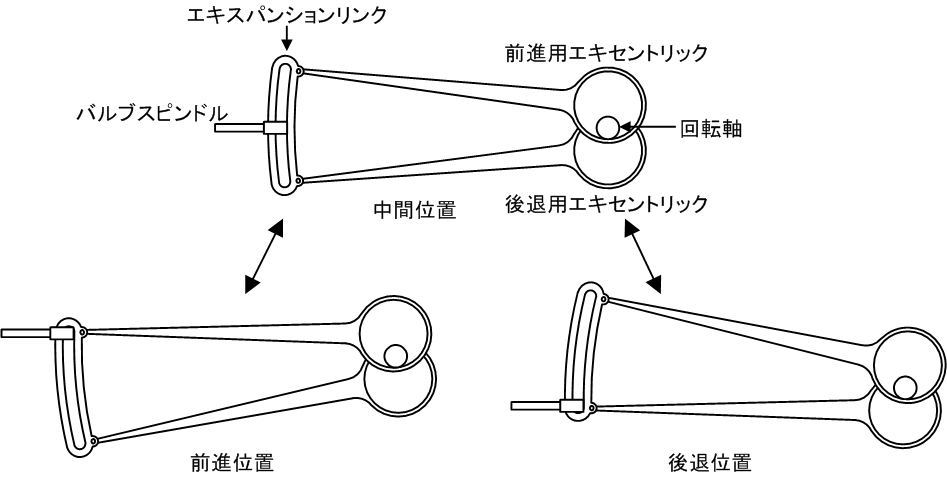
スチーブンソン式弁装置

1841年、ロバート・スチーブンソン・アンド・カンパニーで働く2人の従業員、製図担当のウィリアム・ホー（William Howe）と型製作担当のウィリアム・ウィリアムズ（William Williams）が、ガブを置き換える単純な方法を提案した。垂直方向に穴の開いたリンク（エキスパンションリンク）をつくり、その両端にエキセントリックロッドの末端を接続する。進行方向を変えるには、リンクとエキセントリックロッド末端を丸ごと、逆転機ハンドルからリーチ・ロッドによってつながっているベル・クランク（L字形に力を伝達するクランク）によって上げたり下げたりする。これによって逆転動作が簡略化されただけではなく、ギアを半端な位置に設定することができるようになり、前進・後退エキセントリックからの動きを異なる比率で組み合わせてバルブを短いトラベルで駆動し、1行程での蒸気の供給を早くカットオフしてシリンダー内に供給される蒸気の量を減らし、ボイラーから吸気し続けるのではなく蒸気自体の持っている膨張力を使うことができるようになった。出発時や勾配を登る時には長いカットオフ、通常は最大出力の70 - 80%くらいで動かして、勢いがつくにしたがって、蒸気の膨張を利用して燃費をよくしリードを長くし行程末端で高い圧力による緩衝効果が得られるように、カットオフを短くしていくということが標準的な習慣となった。このプロセスはリンキング・アップ（linking up）とかノッチング・アップ（notching up）とよく呼ばれる。後者は、逆転リバーを正確な位置に保つために刻まれたノッチに合わせることから言われるようになり、回転式逆転ハンドルになった後にも使われ続けた言葉である。スチーブンソン式のさらなる長所は、他の多くの方式には無い、可変のリードである。ギアの位置に応じて、低速でフルギアにして動いている時にはピストンの行程の末端で圧縮や背圧をかなり減らすことが可能であり、勢いがついてカットオフが短くされた時には、リードが自動的に早められて圧縮量が増え、ピストンの行程の末端でのクッション効果を発揮し、また残存している蒸気の温度を維持して次に吸気行程が始まった時に入ってきた蒸気の温度が下がることを防ぐことができる。
アメリカの機関車では、一般に台枠内側に設置された内側スチーブンソン式弁装置が1900年前後まで用いられ、その後急速にワルシャート式弁装置が普及した。ヨーロッパでは動輪の外側に設置してエキセントリックまたはリターンクランクで駆動するか、主にイギリスで用いられたように台枠内側に設置して動軸からエキセントリックで駆動された。

## 使用
アブナ・ドブル（Abner Doble）は、スチーブンソン式弁装置を以下のように評している。「大きな機関車にでも小さな機関車にでも使える、もっとも普遍的に適した弁装置である。とても単純でありながらとても正確に動作する上に、その大きな長所は、その支点（エキセントリックのシャフト、クロスヘッド、リンクを吊るアーム）の間の正確な関係がバルブの動作によらず、正確性が自己完結しているということである。全てのシリンダーが同一平面にある機関車では、私の考えるところでは、スチーブンソン式が最高の選択である」スチーブンソン式の本質的なもう1つの利点は、フルギアの時に0になりカットオフが短くなるにつれて増える、可変のリードである。スチーブンソン式弁装置は逆転動作を必要とする全ての蒸気機関にとって便利な配置であり、定置式蒸気機関、鉄道の蒸気機関車、トラクションエンジン、蒸気自動車、舶用蒸気機関など幅広く使用された。舶用では、ローンチ・リンク（launch link）と呼ばれるものを採用しており、これは一部の機関車でも用いられた。ローンチ・リンクは通常の機関車用のリンクより長いものであった。小さなリンクは、初期のイギリスの機関車のようにボイラーの下の空間が狭くスペースがとても貴重なもので用いられた。機関車用のリンクは、エキセントリック・ロッドの末端がリンクの端に取り付けられているのに対して、ローンチ型ではリンクの脇に取り付けられており、フルギアの時にピストンロッドへより直線的な運動ができるようにし、もし必要ならば長いバルブトラベルを実現することもできた。ローンチ型は1850年代からアメリカの機関車ではとても一般的に用いられたが、ヨーロッパでは1846年には既に存在していたにもかかわらず、ボイラーの中心線が上げられて十分な空間が確保されるようになる1900年前後まで一般的に用いられるようにはならなかった。

## 派生型
リンクモーション式弁装置の中では、スチーブンソン式の配置は最適であると考えられる。にもかかわらず、逆転動作のために丸ごと上下に動かす必要があるリンクを必要とするということは、スチーブンソン式ではかなりの垂直方向の空間が必要であるということである。導入初期には、機関車の重心をできる限り低く保つことが重要であると考えられており、そのためにボイラーの中心線を可能な限り下げるようにしていた。イギリスでは一般的に弁装置を台枠の内側、ボイラーの下に配置していたため、極めて窮屈な場所におかれた弁装置を保守するのは困難であった。また、リンクの重量とエキセントリック・ロッドの末端を一緒に持ち上げる必要があるため、逆転動作はとても労力を要するものであった。こうした問題に対処するため、2種類の派生型が開発された。

### グーチ式弁装置

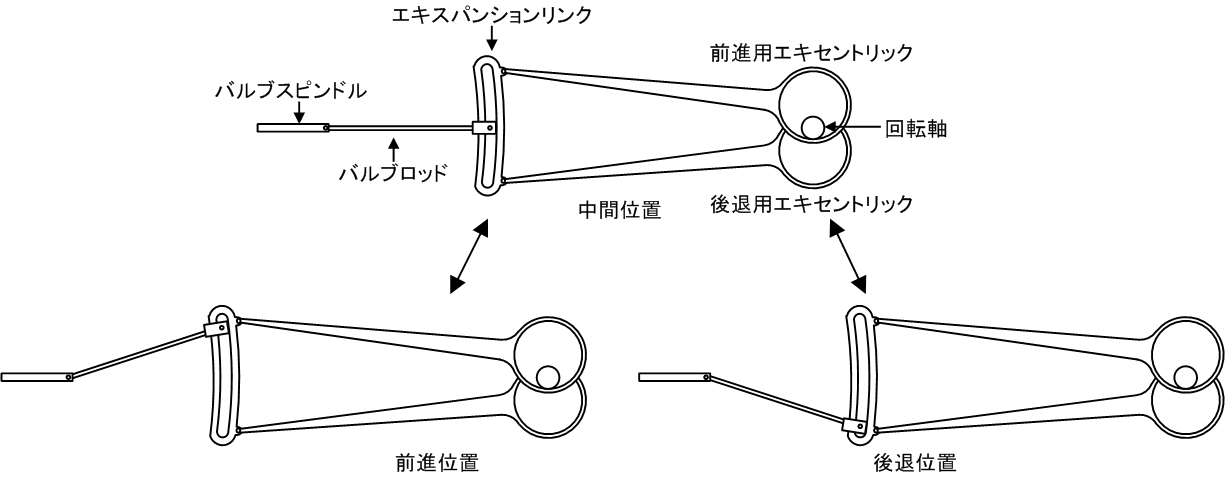
グーチ式弁装置

グーチ式弁装置（Gooch valve gear）（ダニエル・グーチによって発明された）では、逆転およびカットオフの機能は、バルブロッドと固定されたリンクとをつなぎ、固定点を中心に回転するラジアスロッドを上下させることによって実現されている。長所は弁装置の高さを抑えることができるということと、逆転リバーでラジアスロッドの重さだけを操作すればよいので逆転動作が軽いということである。この構成により、リンクはエキセントリック側に対して凹になっているのではなく凸になっている。グーチ式の欠点は、フルギアの時にエキセントリックロッドとバルブスピンドルの間に角度が付いているという点である。スチーブンソン式ではフルギアの時に力がまっすぐ伝えられる。また、グーチ式ではカットオフに関わらず一定のリードとなる。このことは、同じような機関車にグーチ式とスチーブンソン式を装備して営業運転で比較した時に欠点として観察される。グーチ式弁装置は1860年代までいくらかの技術者によって用いられた他はイギリスでは普及しなかったが、フランスではとても一般的なものであった。

### アラン式弁装置

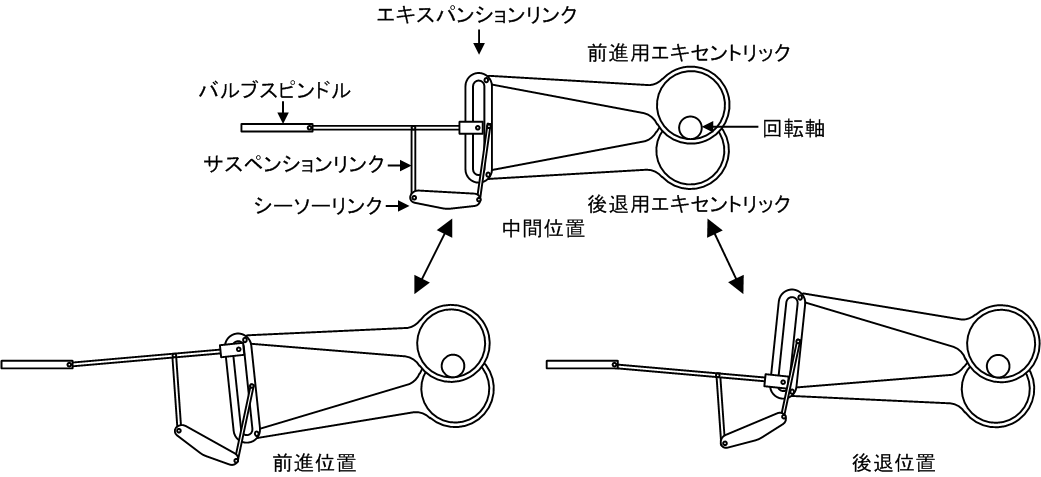
アラン式弁装置

アラン式弁装置（あるいはアラン直線リンク弁装置、Allan straight link valve gear）（1855年にアレキサンダー・アラン（Alexander Allan）によって発明された）では、スチーブンソン式とグーチ式の特徴を組み合わせている。逆転とカットオフの機能は、ラジアスロッドを上げながら同時にリンクを下げる、あるいはその反対に動かすことで実現される。グーチ式のようにスペースを節約しながら、スチーブンソン式に近い性能を出す。さらに、直線のエキスパンションリンクが工作を簡便にした。これもまたイギリスではあまり使われなかったが、ヨーロッパ大陸ではかなり使われた。

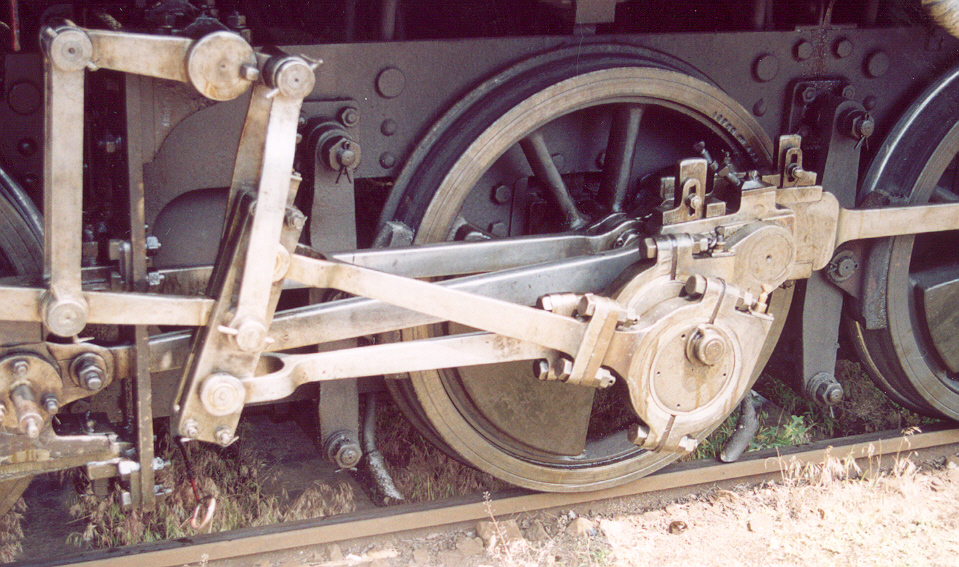
オーストリア製の古い蒸気機関車で使われているアラン式弁装置の例